# Marc Rubio
Marc Rubio Vives (nacido el 22 de febrero de 1988 en el El Masnou, Barcelona) es un jugador de baloncesto español. que actúa en la posición de base. Ha pasado por equipos como El Masnou Básquet, Prat Joventut o el DKV Joventut. Es el hermano del también jugador de baloncesto Ricky Rubio.

## Trayectoria deportiva
Debutó en ACB en edad júnior en la temporada 2004-2005, concretamente un 13 de junio de 2005. Jugó un total de 5 partidos con 4 minutos de media y 0,4 puntos por partido. Desembarcó en la LEB-2 en el C.B. Prat en 2006 procedente del equipo júnior de la Penya. Allí permaneció tres temporadas siendo entrenado por Josep Maria Raventós, con el que coincidiría en Lérida  la temporada 2010-11. La temporada 2009-10 jugó a las órdenes de Javier Juárez con Fundación Adepal Alcázar, viviendo su primera experiencia fuera de Cataluña y consiguiendo el ascenso a la Adecco Oro.
A partir de la temporada 2015-2016, Marc juega en el AE Boet Mataró.

## Selección nacional
Fijo en las categorías inferiores de la selección española, formó parte de la sub-16 en España’03 (cuarto clasificado) y Grecia’04 (quinto clasificado); de la sub-18 (con la que participó en el Torneo de Mannheim y se colgó el bronce en Amaliada con 11 puntos, 2,6 rebotes, 1,4 robos de balón y 1,3 asistencias de promedio); de la Sub’19 con la que participó en el Mundial de Novi Sad y de la Sub’20 con la que fue bronce en 2008 en el Europeo de Riga ayudando al equipo con 7,5 puntos y 2,1 rebotes.
También ha participado en el Circuito Sub’20 organizado conjuntamente por FEB y ACB donde promedió en la 2006-07 12,94 puntos (49% de dos, 33% de tres y 95% de tiros libres), 3,81 rebotes, 2,50 asistencias y 12,50 de valoración en casi 28 minutos y medio de juego en los 16 partidos jugados y en la 2007-08 12,8 puntos (46,5 % de dos, 41% de tres y 77,5 % en tiros libres), 3,3 rebotes, 2,6 asistencias y 11,5 p.v. en casi 22 minutos de juego en los 10 partidos disputados.